# 托雷霍内尔鲁维奥
托雷霍内尔鲁维奥，是西班牙埃斯特雷马杜拉卡塞雷斯省的一个市镇。总面积222平方公里，2001年普查人口總數為664人，人口密度為每平方公里3人。